# 舒川公州高速公路
舒川公州高速公路（：／ Seocheon Gongju gosokdoro */?），是連接韓國忠清南道舒川郡和公州市的一條高速公路，長60.8公里。
2009年5月28日通車。